# Ammotrecha friedlaenderi
Espèce
Ammotrecha friedlaenderi est une espèce de solifuges de la famille des Ammotrechidae.

## Distribution
Cette espèce est endémique de l'État de Rio de Janeiro au Brésil. Elle se rencontre vers Mendes dans la Sierra de Mor.

## Description
Le mâle holotype mesure 14 mm et la femelle paratype 20 mm.

## Publication originale
- Roewer, 1954 : Einige neue Opilioniden Laniatoren und Solifugae. Abhandlungen der Naturwissenschaftlichen Verein zu Bremen, vol. 33, p. 377–384.